# Бальдур Сігурдссон
Бальдур Сігурдссон (нар. 24 квітня 1985, Рейк'явік, Ісландія) — ісландський футболіст, правий захисник та центральний півзахисник «Вольсунгура».

## Клубна кар'єра
Футбольну кар'єру розпочав у «Вольсунгурі». Згодом перебрався у «Кеплавік», а потім перейшов у норвезький «Брюне». у Першому дивізіоні Норвегії дебютував 9 вересня 2007 року в переможному (3:0) поєдинку проти «Гам-Кама». Наступного тижня відзначився першим голом за нову команду й допоміг перемогти (2:1) «Скейд».
Після відходу з норвезького клубу повернувся на батьківщину, де став гравцем КР (Рейк'явік). 18 листопада 2014 року було оголошено, що він перейшов до датського «Сьондерійске», з яким підписав контракт із 1 січня 2015 року. 22 лютого 2015 року дебютував за нову команду в Суперлізі, вийшов у стартовому складі та відіграв всі 90 хвилин у переможному (1:0) домашньому матчі проти «Хобро». У першій половині сезону 2014/15 років провів вісім матчів у Суперлізі, а в осінній частині сезону 2015/16 років зізіграв сім матчів.
15 листопада 2015 року перейшов до ісландського «Стьярнана», з яким підписав 3-річний контракт.

## Кар'єра в збірній
У футболці національної збірної Ісландії дебютував 9 вересня 2009 року в товариському матчі проти Грузії. Він з'явився на полі на 84-й хвилині матчу. Загалом за збірну провів 3 поєдинки в збірній.
| Матчі та голи у збірній | Матчі та голи у збірній | Матчі та голи у збірній | Матчі та голи у збірній | Матчі та голи у збірній | Матчі та голи у збірній | Матчі та голи у збірній |
| 2009                    | 2009                    | 2009                    | 2009                    | 2009                    | 2009                    | 2009                    |
| ----------------------- | ----------------------- | ----------------------- | ----------------------- | ----------------------- | ----------------------- | ----------------------- |
| 1.                      | 09.09.2009              | Рейк'явік, Ісландія     | Грузія                  | 3:1                     | 0                       | Товариський матч        |
| 2.                      | 10.11.2009              | Тегеран, Іран           | Іран                    | 0:1                     | 0                       | Товариський матч        |
| 2010                    |                         |                         |                         |                         |                         |                         |
| 3.                      | 21.03.2010              | Коупавогюр, Ісландія    | Фарерські острови       | 2:0                     | 0                       | Товариський матч        |

## Досягнення

### Клубна
КР Рейк'явік
- Урвалсдейлд
  -  Чемпіон (1): 2011

- Кубок Ісландії
  -  Володар (3): 2011, 2012, 2014

- Кубок Урвалсдейлда
  -  Володар (2): 2010, 2012

- Суперкубок Ісландії
  -  Володар (2): 2012, 2014

Стьярнан
- Суперкубок Ісландії
  -  Володар (1): 2019

- Кубок Ісландії
  -  Володар (1): 2018